# Kroniek van Froissart (Den Haag)
De Kroniek van Froissart (Den Haag) is een kopie van het eerste boek van de Kroniek van Froissart die gemaakt werd in het eerste decennium van de 15e eeuw. Het verluchte handschrift wordt nu bewaard in de Koninklijke Bibliotheek (Nederland) in Den Haag met als signatuur KW 72 A 25.

## Codicologische beschrijving
Het handschrift bestaat uit 382 perkamenten folia van 385 bij 288 mm. De tekst in het Middelfrans is geschreven in een littera cursiva in twee kolommen van 42 regels per blad. Het tekstblok meet 243 x 187 mm. Het handschrift is ingebonden in een bruine leren band uit de 'Eerste stadhouderlijke binderij', ca. 1755-1760, met goudstempeling en wapen van stadhouder Willem V.
Het manuscript bevat 1 paginabrede miniatuur (170 x 180 mm), 29 kolombrede miniaturen (115/65 x 95/80 mm) en een gehistorieerde initiaal (45 x 50 mm). Verder zijn er een aantal gedecoreerde initialen die uitlopen in margeversiering. Op folium 1 recto (f1r) staat een paginabrede miniatuur met vier luiken die vier belangrijke vorsten uit de 100-jarige Oorlog tonen: Eduard II van Engeland, Alfonso XI, koning van Leon en Castilië, Filips VI van Frankrijk en Willem III, graaf van Holland en Henegouwen.
Wie de opdrachtgever was is nog niet achterhaald.

## Geschiedenis
Het handschrift was eerst in het bezit van Louis de Luxembourg (1418-1475), connétable de France. Via erfenis kwam het terecht bij zijn kleindochter Françoise de Luxembourg en haar echtgenoot Filips van Kleef. Uit diens nalatenschap werd het in 1531 gekocht door Hendrik III van Nassau. Via hem kwam het handschrift terecht bij de prinsen van Oranje-Nassau, de latere stadhouders, en zo in de stadhouderlijke bibliotheek in Den Haag. In 1795 werd het door de Fransen meegevoerd naar de Bibliothèque nationale te Parijs, maar na de nederlaag van Napoleon in 1815 werd het teruggegeven aan de Koninklijke Bibliotheek in 1816.

## Indruk van het handschrift

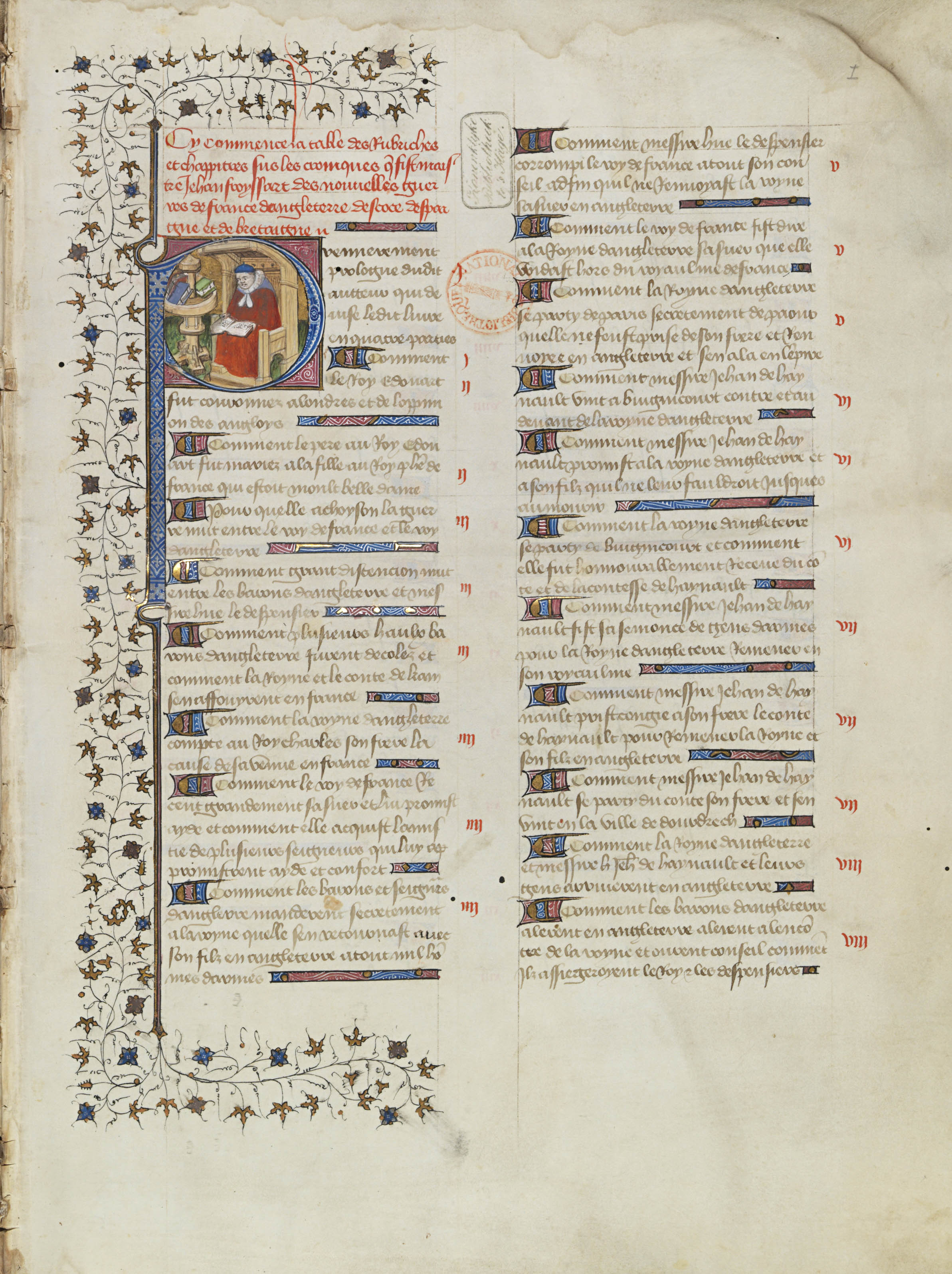
Ir
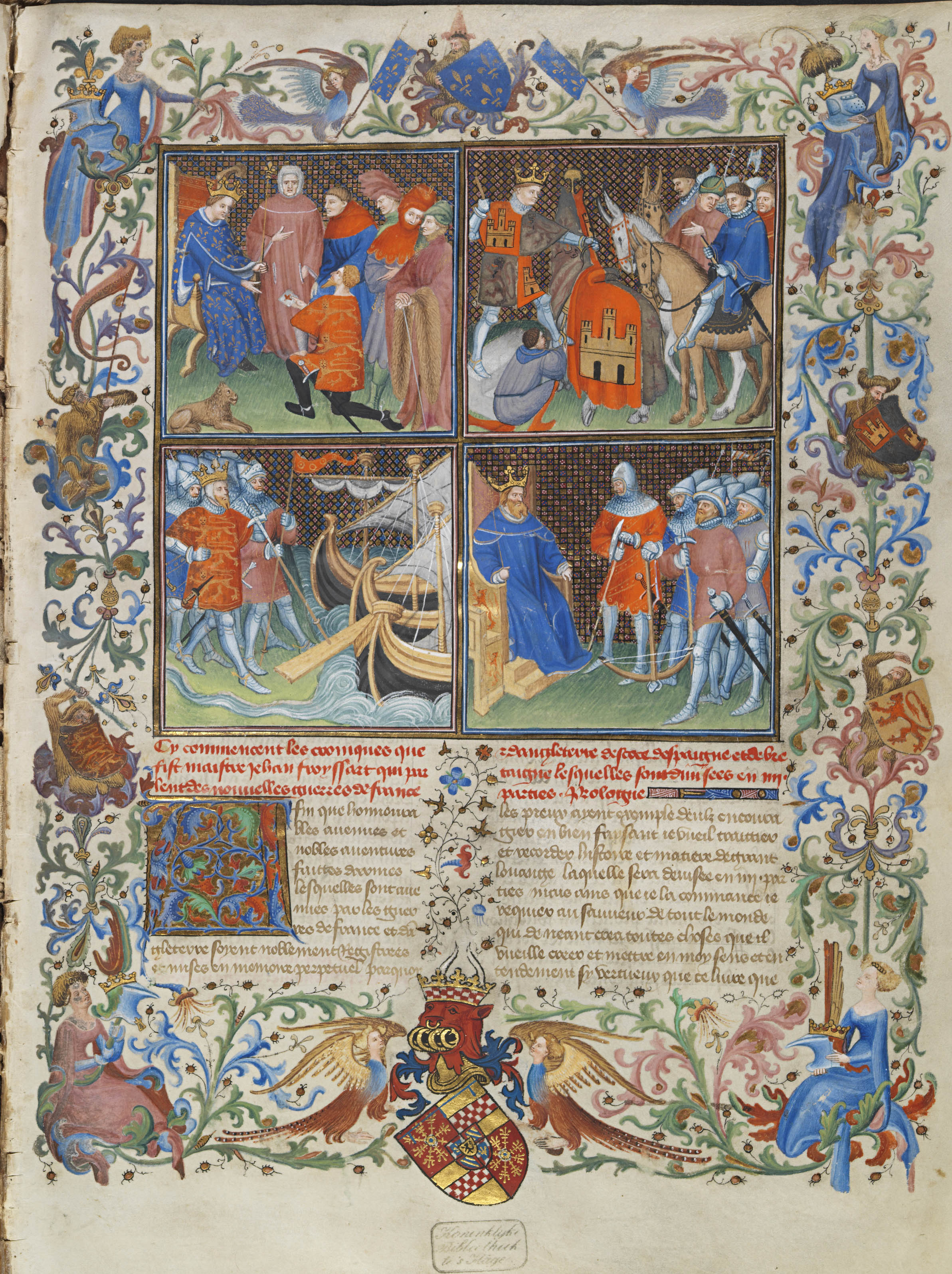
f. 001r
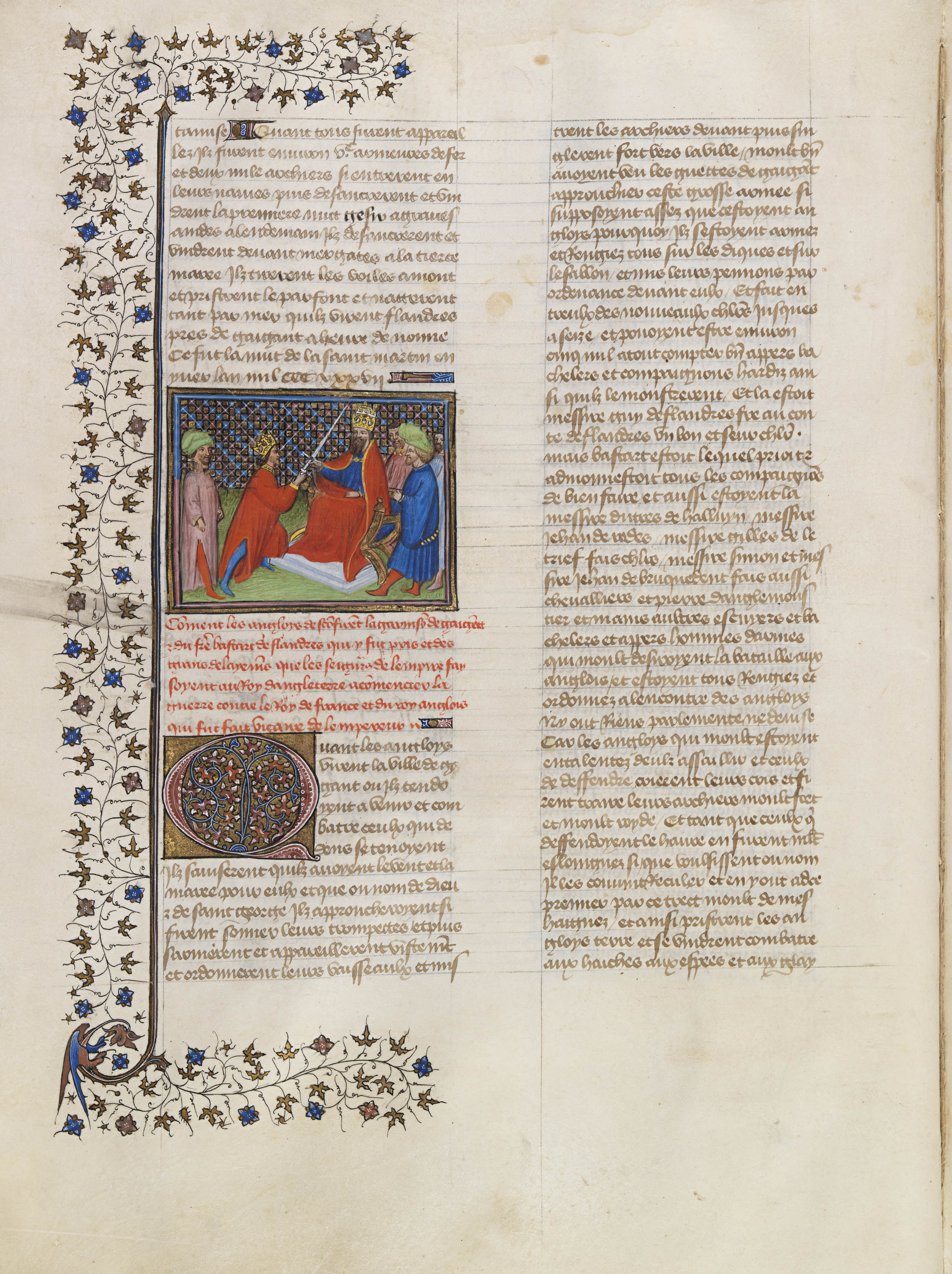
f. 036v
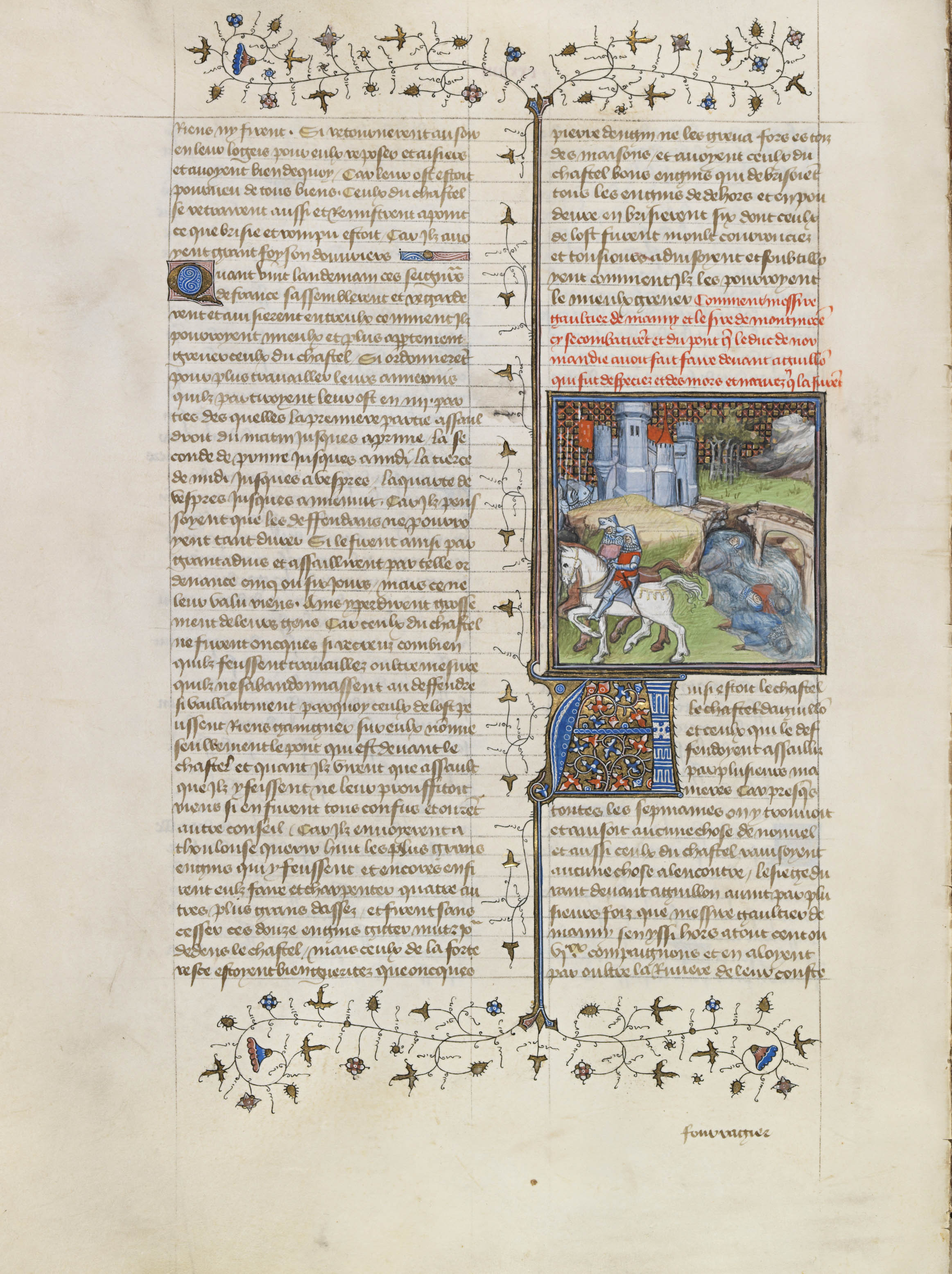
f. 128v
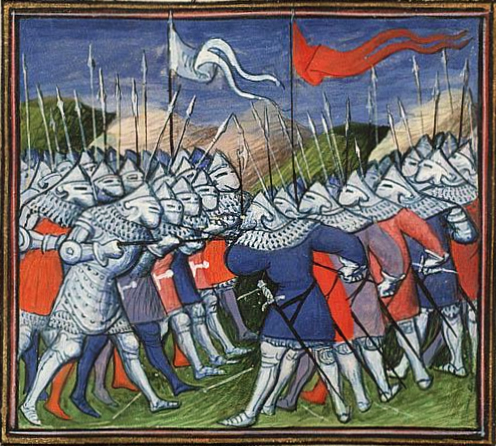
Detail - Slag bij Nájera
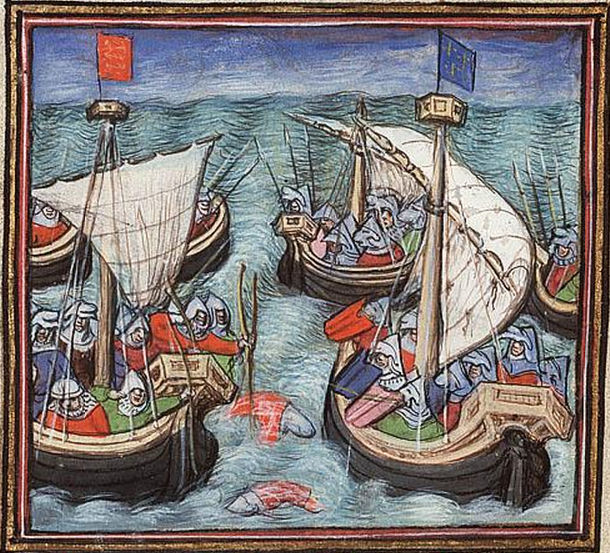
Detail - Slag bij Arnemuiden

## Verluchting

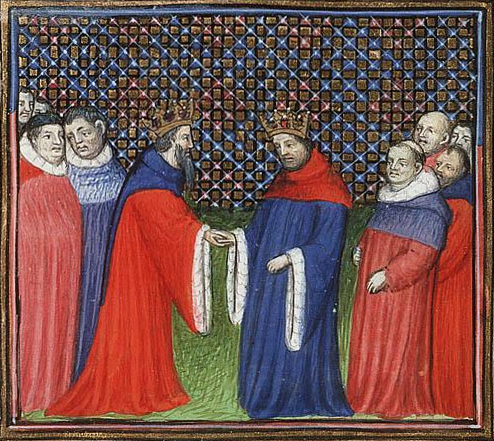
f 187r, David Bruce, de koning van Schotland, brengt leenhulde aan Edward III, Vergilius Meester.

Op de website The Online Froissart die een overzicht geeft van de studie van meer dan 100 manuscripten van de Kroniek van Froissart die bewaard zijn gebleven, wordt gesteld dat twee manuscripten, wat de verluchting betreft, exceptioneel kunnen genoemd worden: de Froissart van Lodewijk van Gruuthuse (BnF Manuscrits, Fr. 2643-2646) en de Froissart van Den Haag (KB 72 A 25).

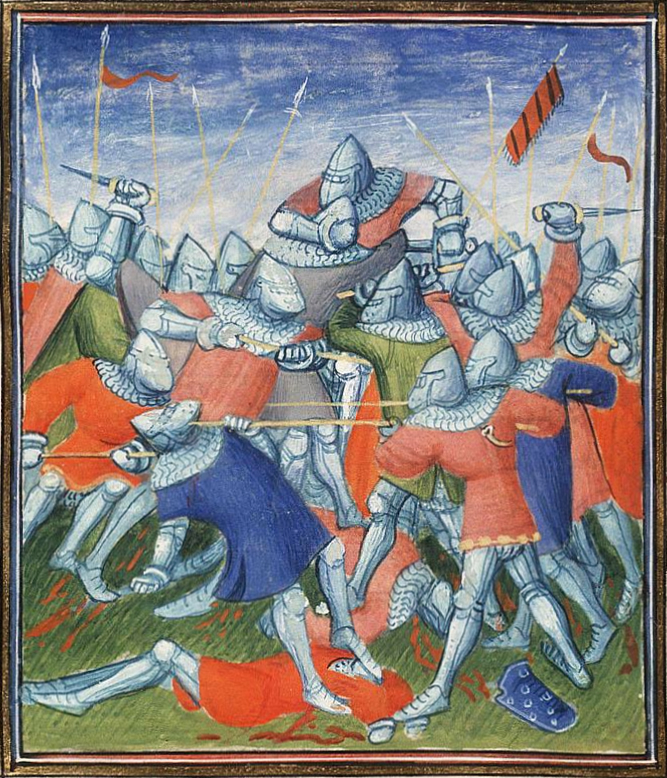
f257r, De slag bij Auray, Flavius Josephus meester

De verluchting in het Haagse handschrift kan toegewezen worden aan twee meesters: de Josephus-meester en de Vergilius-meester. De eerste zou verantwoordelijk zijn voor de viervoudige vorstenminiatuur in het begin van het handschrift en verschillende miniaturen aan het einde van het boek met onder meer de ‘Slag bij Auray’ op f257, de ‘Belegering van La Rochelle’, de ‘Reis van Edward III’ op f349 en de ‘Slag bij Montbourg’ op f371.  De overige miniaturen zijn van de hand van de Vergilius-meester. De Froissart van Den Haag behoort tot zijn latere werk waar hij zeer vloeiend schilderde en de achtergrond afbeeldde als een atmosferisch landschap. Een voorbeeld hiervan vindt men op f100v waar een zeeslag wordt afgebeeld tussen Lodewijk van Spanje en Robert van Artois met in de achtergrond de lucht die in de achtergrond oranje oplicht met zwarte wolkenvlekken er voor. De meester is herkenbaar aan de gezichten van zijn mannelijke figuren: ongeschoren en dikwijls met een zwarte baard.